# Tympanogaster wooloomgabba
Tympanogaster wooloomgabba är en skalbaggsart som beskrevs av Perkins 2006. Tympanogaster wooloomgabba ingår i släktet Tympanogaster och familjen vattenbrynsbaggar. Inga underarter finns listade i Catalogue of Life.